# 石川義正
石川 義正（いしかわ よしまさ、1966年 - ）は、日本の文芸評論家。
東京都生まれ。慶應義塾大学卒業。広告代理店勤務を経て、現在は編集プロダクション経営のかたわら『ユリイカ』や『早稲田文学』を中心として、文芸評論、映画エッセイ等を執筆。

## 著書
- 『錯乱の日本文学　建築/小説をめざして』航思社、2016年
- 『政治的動物』河出書房新社、2020年

## 批評文
- 「『ファザーファッカー』」（『ミュージック・マガジン』1995年7月号）＊
- 「『水の中の八月』」（『ミュージック・マガジン』1995年9月号）＊
- 「『リトアニアへの旅の追憶』」『ミュージック・マガジン』1996年9月号）＊
- 「『弾丸ランナー』」（『ミュージック・マガジン』1996年12月号）＊
- 「『書かれた顔』」（『ミュージック・マガジン』1996年3月号)＊
- 「「HANA-BI」が暴露してみせたもの 」(『情況』1998年5月)＊
- 「「大きいお友だち」がアニメに群がる理由(わけ) 」(『情況』1998年12月)＊
- 「万華鏡（カレイドスコープ）の想像力」(DVD『マレーナ　ディレクターズ・エディション』リーフレット 2002年)＊
- 「『琉球独立党資料集』書評」(『週刊読書人』2006年10月20日号)＊
- 「『地の果て 至上の時』 あるいは「路地」の残りの者たち」(『悍』2008年10月)
- 「リアリズムという「信仰」――ゴダール『映画史』をめぐって 」(『述』2008年12月)
- 「小島信夫の「家」――nLDK・透明性・近代末期(レイトモダン) 」(『早稲田文学』2008年12月 )
- 「ギリシャ語が亡びるとき (特集 日本語は亡びるのか?)」 (『ユリイカ』2009年2月)
- 「奴隷の闘い――『スカイ・クロラ』vs『スペースカウボーイ』 (特集 クリント・イーストウッド) 」 (『ユリイカ』2009年5月)
- 「映画の分類学と(複数の)映画史――書評:ジル・ドゥルーズ『シネマ1・運動イメージ』」 (特集 舞台/芸術) (『述』2009年6月)
- 「偶像(アイドル)の縫合線(特集 ペ・ドゥナ『空気人形』を生きて)」(『ユリイカ』2009年10月)
- 『パレード』(『映画芸術』2010年1月)
- 「小説空間のモダニティ――(1)大岡昇平の「東京タワー」」(『早稲田文学』2010年2月 )
- 「犬とステレオタイプ 自己植民地化する時代の映画をめぐって(特集＊ポン・ジュノ)」(『ユリイカ』2010年5月)

＊印のものは「退屈帝国」で全文を読むことが出来る。